# Zak Brown
Zakary Challen Brown (Los Angeles, 7 novembre 1971) è un imprenditore, ex pilota automobilistico e dirigente sportivo statunitense, dal 2018 amministratore delegato della McLaren Racing.
Brown ha cofondato ed è comproprietario di United Autosports, una scuderia automobilistica che gareggia a livello internazionale e in vari eventi di corse storiche. Inoltre dal 2016 al 2019 è stato presidente non esecutivo di Motorsport Network, la piattaforma digitale di automobilismo e motorsport leader del mercato mondiale.

## Biografia

### Carriera automobilistica
Zak Brown iniziò la sua carriera agonistica nel karting nel 1986, vincendo 22 gare in 5 stagioni dal 1986 al 1990. Si trasferì poi in Europa dove la sua prima vittoria arrivò in Formula Ford 1600 a Donington Park. Nella serie Opel-Lotus Benelux del 1992, Brown si è piazzato tra i primi 10 in ciascuna delle gare della stagione. L'anno successivo concluse al quarto posto.
A metà degli anni '90 Brown ha gareggiato su entrambe le sponde dell'Atlantico, partecipando alla Toyota Atlantic in Nord America, oltre alla Opel-Lotus Benelux e al campionato britannico di Formula 3 del 1994. In seguito aggiunse due nuove categorie al suo curriculum, facendo il suo debutto nella Indy Lights a Laguna Seca nel 1995 e partecipando ad una gara del campionato tedesco di Formula 3 nel 1996.
Per il resto del decennio Brown gareggiò principalmente in America, classificandosi secondo nella categoria GT2 nella 24 Ore di Daytona nel 1997, alla guida di una Porsche 911 GT2 del team Roock Racing. Concluse al secondo posto anche nella 12 Ore di Sebring del 1997 e ottenne il terzo posto a Road Atlanta nello stesso anno.
Brown si prese un periodo sabbatico dalle corse professionistiche tra il 2001 e il 2005 per concentrarsi su Just Marketing International. Nel 2006 tornò in pista alla Britcar 24 Ore di Silverstone, vincendo la sua classe come membro di una squadra di quattro piloti. Nel 2007 Brown disputò il Ferrari Challenge North America come parte di una scuderia di sei auto schierata dalla Ferrari di Washington. Al suo debutto a Fontana partì in pole position e condusse ogni giro della gara fino alla vittoria. L'anno seguente Brown tornò alle competizioni a tempo pieno e la stagione venne coronata da una vittoria al Circuit Gilles Villeneuve di Montreal.
Nel 2009 Brown e Richard Dean fondarono United Autosports, un team di corse automobilistiche con una base ingegneristica nel Regno Unito e una base di marketing negli Stati Uniti. Nel 2010 la squadra ottenne un terzo posto nella categoria GT3 alla 24 Ore di Spa.
Nel 2013 Brown gareggiò per un'intera stagione del British GT Championship con United Autosports su una McLaren MP4-12C GT3. Brown corre ancora regolarmente in eventi storici, come il Grand Prix de Monaco Historique. 

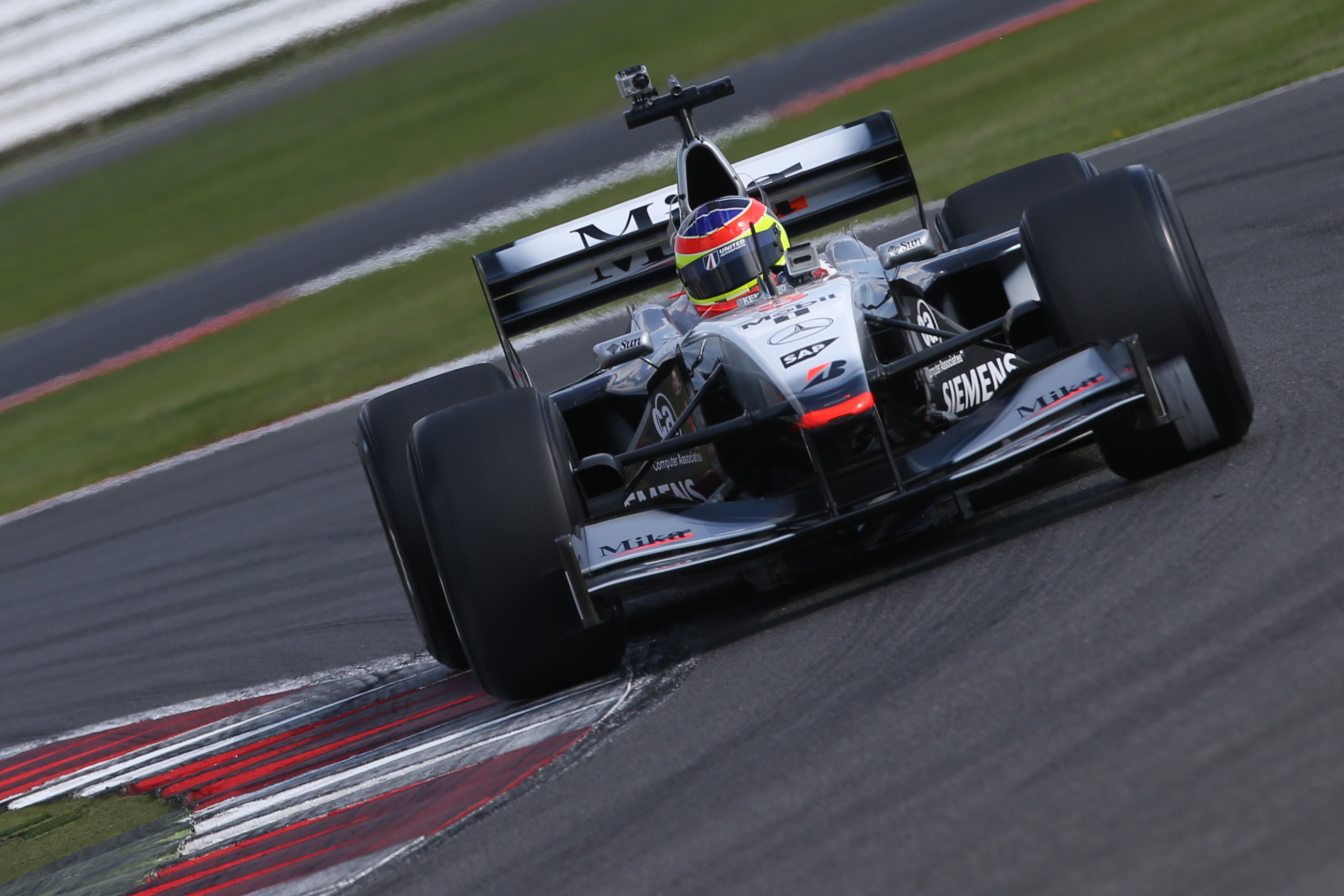
Zak Brown alla guida della McLaren MP4-16 di sua proprietà

Nel 2022 prenderà parte alla 12 Ore del Golfo sul Circuito di Yas Marina al volante della McLaren 570S GT4 del proprio team, l'United Autosports. Brown dividerà la vettura con Richard Dean e i due piloti della Arrow McLaren SP, Patricio O'Ward e Felix Rosenqvist.

### Attività manageriale
Il 21 novembre 2016 Brown viene designato nuovo direttore esecutivo di McLaren, dopo che Ron Dennis è stato costretto ad abbandonare. Invece di sostituire direttamente Dennis come amministratore delegato, Brown riferirà direttamente al comitato esecutivo del gruppo. Sia Jonathan Neale (Chief Operating Officer) che Brown guideranno congiuntamente le imprese come parte del primo passo nella transizione del Gruppo verso una nuova struttura organizzativa.
Il 10 aprile 2018 Brown è diventato amministratore delegato della McLaren Racing nell'ambito di una ristrutturazione operativa del Gruppo McLaren. In qualità di CEO, Brown ha la responsabilità generale dell'attività, compresa la direzione strategica, le prestazioni operative, il marketing e lo sviluppo commerciale.

## Vita privata
Brown è un appassionato collezionista di documenti storici e cimeli sportivi, oltre che di auto da strada e da corsa. È sposato e ha due figli. Vive nel Surrey, nel Regno Unito.